# Euro-Mat
Euro-Mat S.A. – europejska federacja grup zakupowo-sprzedażowych niezależnych handlowców materiałów budowlanych, sprzętu budowlanego oraz produktów sanitarnych. Sieć powstała w roku 1989, a jej założycielami były firmy: Mobau, HG Commerciale oraz Centramat, chcące przeciwstawić się rosnącej konkurencji w sektorze materiałów budowlanych ze strony agresywnie rozwijających się hipermarketów budowlanych. Siedzibą federacji jest Luksemburg. Polskim członkiem Euro-Mat jest Grupa Polskie Składy Budowlane S.A. z miejscowości Wełecz, powiat Busko-Zdrój, kontrolującą 14-15% krajowego rynku materiałów budowlanych.

## Członkowie
- Belgia - Adimat C.V.B.A., PMO SRL, Supersanit
- Czechy - Falco Internation s.r.o.
- Estonia - Rautakesko AS
- Finlandia - Rautakesko LTD
- Francja - Bigmat-Promafrance, Gapsa
- Irlandia - Grafton Group
- Włochy - Bigmat Italy, Delta S.p.A.
- Łotwa - AS Rautakesko
- Litwa - UAB Senuku prekybos centras
- Luksemburg - Centramat
- Holandia - Veris Bouwmaterialengroep BV
- Norwegia - Norgros AS
- Polska - Polskie Składy Budowlane
- Portugalia - Cunha Gomes S.A.
- Rosja - ZAO Kestroy, ZAO Stroymaster
- Słowenia - Topdom d.o.o.
- Hiszpania - Bigmat Promaespana, Ibergroup - Laguardia S.A., Ibergroup - Terrapilar, Ibergroup - Valls,
- Szwecja - K-Rauta AB
- Szwajcaria - HG Commerciale
- Wielka Brytania - CBAQ c/o Walter Tipper Ltd., Grafton Group